# Stosunki niemiecko-ukraińskie

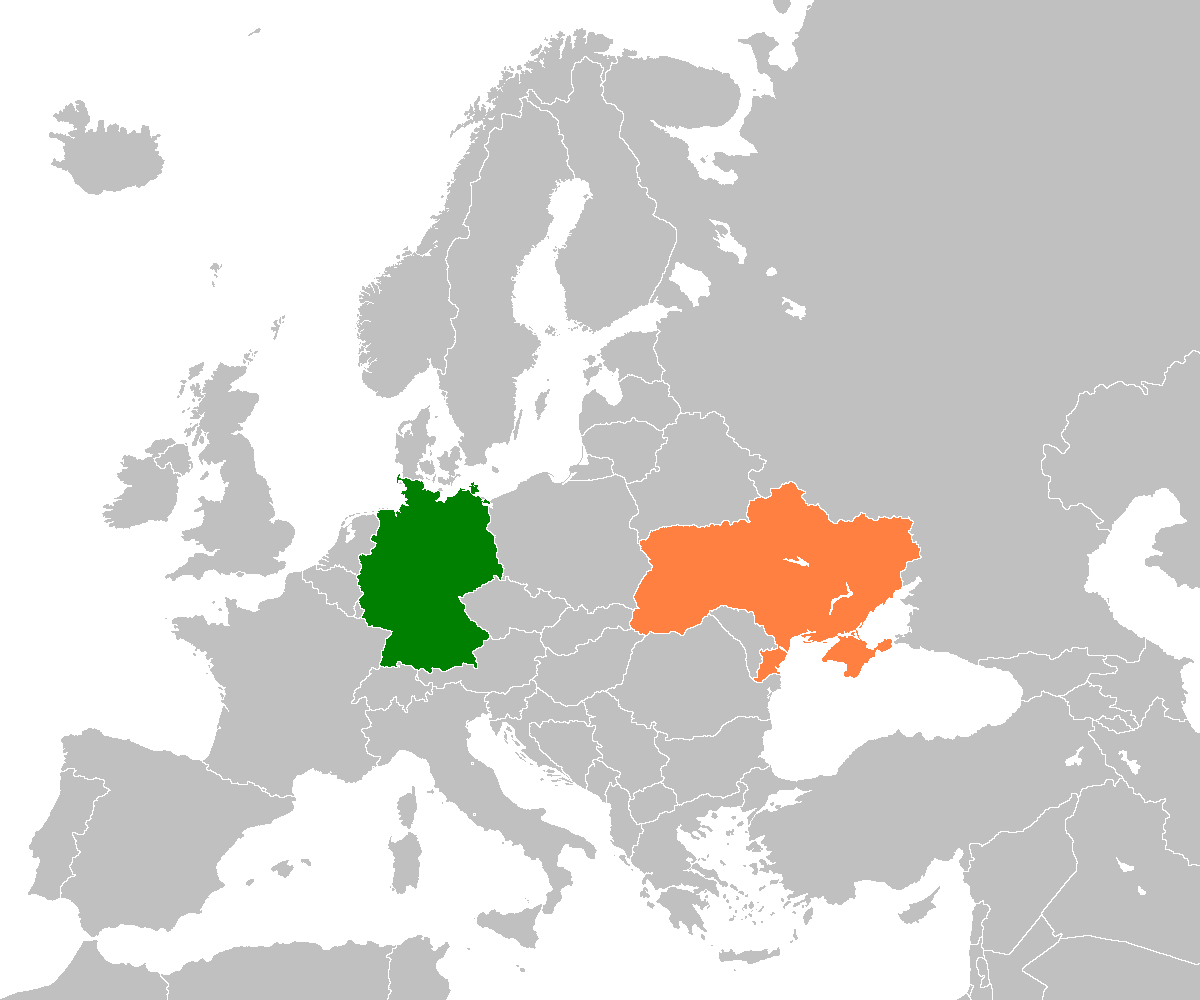
Położenie geograficzne Niemiec i Ukrainy

Stosunki niemiecko-ukraińskie obejmują współpracę polityczną, ekonomiczną, kulturalną i naukowo-techniczną, a także kontakty między społeczeństwami.
Stosunki dyplomatyczne między oboma państwami zostały nawiązane 17 stycznia 1992, po zjednoczeniu Niemiec oraz po powstaniu niepodległego państwa ukraińskiego.
W niemieckiej polityce zagranicznej na kierunku wschodnim (Ostpolitik) priorytetowy i uprzywilejowany charakter nadano relacjom z Rosją, marginalizując znaczenie relacji z Ukrainą i innymi państwami obszaru poradzieckiego. Było to szczególnie widoczne podczas rządów koalicji SPD-Zieloni w latach 1998–2005.
Pierwsze kontakty niemiecko-ukraińskie nastąpiły w 1991 roku, gdy Ukraina była jeszcze jedną z republik ZSRR. Przewodniczący Rady Najwyższej USRR Leonid Krawczuk spotkał się w Berlinie z prezydentem Richardem von Weizsäckerem i kanclerzem Helmutem Kohlem. W 1993 roku w Kijowie, podczas oficjalnej wizyty kanclerza Kohla, podpisano wspólną deklarację o podstawach stosunków dwustronnych oraz porozumienie o rozwoju współpracy w sferze gospodarki, nauki i techniki. Niemcy stały się najważniejszym partnerem Ukrainy w wymianie handlowej spośród krajów Unii Europejskiej. Znali oni realia ukraińskiej gospodarki oraz klimat polityczny dla zagranicznych inwestycji. Oczekiwali reform, stabilizacji politycznej, przejrzystych rozliczeń i ukrócenia korupcji, która paraliżowała jakąkolwiek zagraniczną aktywność gospodarczą. Inwestycje niemieckie na Ukrainie w 1995 roku stanowiły 17,5% wszystkich inwestycji zagranicznych. Udział Niemiec w wymianie handlowej Ukrainy się- gał 5,6%, zaś Ukrainy w handlu zagranicznym Niemiec 0,02%276. Bilans handlu z Niemcami (ok. 840 mln dolarów w 1995 r.) był zdecydowanie niekorzystny dla Ukrainy. Import trzyipółkrotnie przewyższał eksport. Zadłużenie wobec Niemiec sięgało 3 mld marek. Prezydent Ukrainy Leonid Kuczma od początku swoich rządów doceniał znaczenie relacji niemiecko-ukraińskich. Jednak entuzjazm po stronie ukraińskiej był hamowany przez powściągliwe Niemcy pod rządami Helmuta Kohla, milcząco akceptujące pragnienie Rosji do posiadania strefy wpływów we wschodniej Europie. Duże nadzieje w stolicy Ukrainy rozbudziła wizyta Helmuta Kohla w Ukrainie w 1996 roku. Deklarował on pełne poparcie dla silnej oraz niepodległej Ukrainy. Dodatkowym celem wizyty Kohla w Kijowie były rozmowy dotyczące rozmieszczenia broni atomowej na terenie NATO, czego obawiał się Leonid Kuczma. W 1998 roku w trakcie wizyty na Ukrainie prezydent Roman Herzog przeprosił Ukraińców za zbrodnie dokonane przez wojska niemieckie podczas II wojny światowej.
W latach 1998–2004, pomimo wizyt i spotkań na najwyższym szczeblu, stosunek Niemiec do Ukrainy był wstrzemięźliwy. Jednocześnie w pierwszych latach XXI wieku ożywiła się wymiana handlowa między krajami. Przebywający z wizytą w Niemczech w marcu 2005 roku nowy prezydent Ukrainy Wiktor Juszczenko podkreślał europejski kurs Ukrainy. Niemcy jednak z dystansem odnosiły się do wzmocnienia relacji z Ukrainą oraz poparcia jej europejskich aspiracji, obawiając się pogorszenia relacji z Rosją.
Pod rządami Angeli Merkel Niemcy z dystansem odniosły się do obejmującej także Ukrainę inicjatywy Partnerstwa Wschodniego, choć udzieliły jej poparcia. Strona niemiecka podczas szczytu NATO w Bukareszcie w 2008 r. zablokowała objęcie Ukrainy planem działań na rzecz członkostwa (Membership Action Plan). Agresywna polityka rosyjska wobec Gruzji i Ukrainy skutkowała ewolucją stanowiska Niemiec. Niemcy potępiły aneksję Krymu i działania separatystyczne we wschodniej części Ukrainy, jednak sceptycznie podchodziły do kwestii sankcji gospodarczych przeciwko Rosji. Z czasem stanowisko to uległe zmianie. Berlin próbował pełnić rolę mediatora między Moskwą a Kijowem, angażując się w format normandzki.

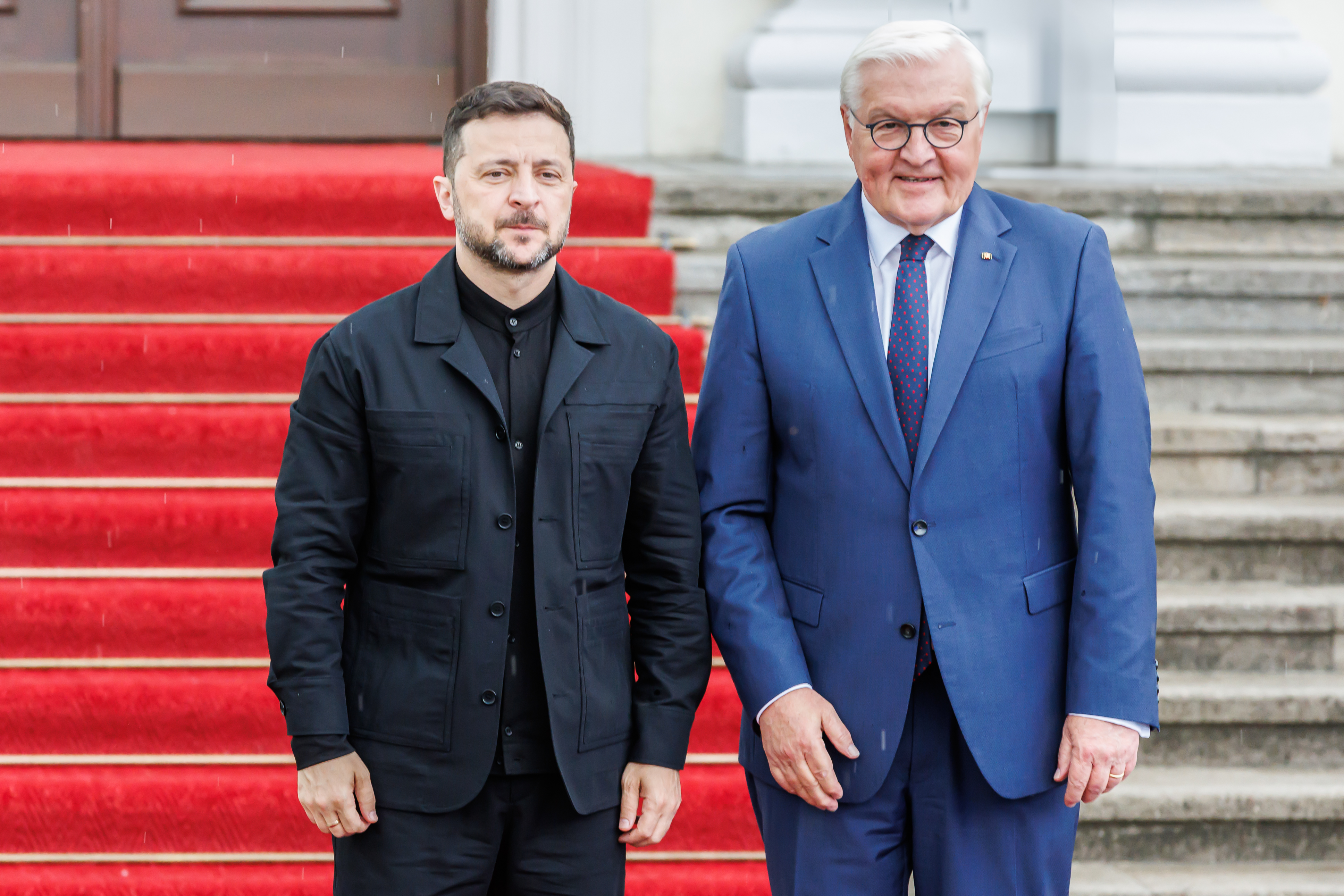
Spotkanie prezydenta Ukrainy Wołodymyra Zełenskiego i prezydenta Niemiec Franka-Waltera Steinmeiera w Berlinie, 2025

Po inwazji Rosji na Ukrainę w 2022 r., Niemcy zajęły wstrzemięźliwą postawę w zakresie dostaw broni na Ukrainę. Z czasem stanowisko to ewoluowało. Według danych z grudnia 2023 wartości niemieckiej pomocy wojskowej na rzecz Kijowa wyniosła 5,66 mld euro. Prezydent Frank-Walter Steinmeier przyznał się do błędów w swojej dotychczasowej polityce wobec Rosji oraz potępił rosyjskie zbrodnie wojenne na Ukrainie. Jego poprzednik Joachim Gauck skrytykował wcześniejszą politykę Berlina wobec Rosji i Ukrainy oraz opieszałość w dostawach broni na rzecz Ukrainy.
Według ukraińskich danych statystycznych, Ukraina w latach 2020–2021 odnotowywała ujemne saldo w handlu z Niemcami. W strukturze eksportu towarów ukraińskich do Niemiec największą grupę stanowiły: nasiona i owoce roślin oleistych oraz maszyny elektryczne, zaś w strukturze niemieckiego eksportu największą grupę stanowiły maszyny oraz środki transportu.